# Kanojo x Kanojo x Kanojo
Kanojo x Kanojo x Kanojo (彼女×彼女×彼女～三姉妹とのドキドキ共同生活～) est une série de visual novel japonais pour adulte développé par Crossnet, et publié sur PC Windows. Le 30 mai 2008 Kanojo x Kanojo x Kanojo est sorti sur la PlayStation Portable. L'histoire suit Shiki Haruomi, qui commence à vivre avec ses trois sœurs alors qu'un volcan entre en éruption.